# Česi
Česi su zapadnoslavenski narod nastanjen u Češkoj (9.524.000).  Od drugih država najviše ih ima u Sjedinjenim Državama (1.474.000), Slovačkoj (59.000), Kanadi (34.000), Ukrajini (20.000), Njemačkoj (19.000), Australiji (18.000), Rumunjskoj (14.000), Francuskoj (14.000), Hrvatskoj (11.000), Ujedinjenom Kraljevstvu (10.000), Srbiji (2211) i drugdje. Od ukupno 21 države u kojima sve žive najmanje ih je u Moldaviji (600). Svih skupa ima ih blizu 12 milijuna. Česi su kršćani još od 9. stoljeća, a 885. Metodijevom smrću usvojena je rimokatolička vjera. Danas su uglavnom ateisti (dalje, po broju pripadnika, katolici, članovi Církev československá husitská, Českobratrská církev evangelická, i šleska luteranska Slezská evangelická církev a.v.). Pravi Česi danas u Češkoj naseljavaju područje Istočne, Središnje, Sjeverne i Zapadne Bohemije, odnosno u zapadnoj Češkoj. Među njima ipak se običajima i govoru razlikuju Moravci i Šlesi, u istočnoj Češkoj, koji također nose i posebna imena. Kod pravih zapadnih Čeha (Bohemaca) isto postoji nekoliko lokalni etničkih zajednica:  Chodové u kraju Chodsko (oko Domažlica), i Blaťáci na jugoistoku Blata. 

## Ime
Porijeklo imena Česi je predmet rasprave i pokušava se objasniti na različite načine. Prema Slavíku Jagiću, kratica je od imena kao što su Čestislav ili Česta. Hošek smatra da je neobična izvedenica od člověk, pa bi trebala značiti 'ljudi'. Ako se osvrnemo na druge jezike i narode vidjet ćemo da u lezgijskom jeziku (pripada kavkaskima) 'čih' znači čovjek, a kod Čerkeza ima i pleme Dzih. N. Županić, vjerojatno zbog ovoga, pa i još neki tražili su porijeklo čeških predaka među kavkaskim narodima. Felipe Fernández-Armesto međutim tvrdi, da su preci Čeha došli na sadašnje područje negdje od 3. do 6. stoljeća, u jednoj od seoba iz Srednje Azije. Etnonim Dzih, lezgijska riječ 'čih' i češka 'Čech'; u pl Češi ili Čechové, svakako su slične, ali je pitanje jesu li iz istog porijekla ili su sasvim slučajne Mnogi narodi i dan-danas, nose kao vlastite, imena koji su im nakalemili drugi narodi, koji su manje ili više bili s njima u kontaktu. Česi danas sebe nazivaju Češi dok su na engleskom jeziku nazivani Czechs.

## Kratka povijest

### Dolazak prvih Slavena - Velikomoravska kneževina
Povijest Čeha započinje Velikomoravskom kneževina (Velkomoravská říše) koje je oko 830. utemeljeno u području duž rijeke Morave, pritoke Dunava. Utemeljitelj Mojmir postepeno širi carstvo preko današnje Bohemije, Slovačke, južne Poljske i zapadne Mađarske.
Prvotni stanovnici do doseljenja Slavena bili su pak Kelti iz plemena Boii koji su tu obitavali negdje od 4. stoljeća prije Krista i iz čijeg je imena nastala riječ Bohemija. Navala Germana protjerala je Boje, a već u 6. stoljeću naseljavaju je prvi Slaveni. Potrebno je ovdje dodati da je u 7. stoljeću franački trgovac Samo, ujedinio slavenska plemena pod svoje carstvo i potukao Avare na današnjem području Mađarske. Mojmirov nasljednik Rastislav u strahu od germanskog utjecaja zatražio je od bizantskog cara da mu pošalje dvojicu misionara. Iz Carigrada su stigli Ćirila i Metoda da šire Istočno kršćanstvo. Ovi su sastavili ćirilično pismo koje je još u upotrijebi u Bugarskoj i Rusiji. Nakon Ćirilove smrti 885. usvojena je rimokatolička religija a ćirilični alfabet zamijenjen je latinicom. Velikomoravska kneževina uskoro propada, godine 907. Stižu stepski ratnici Mađari.
Popis čeških plemena:
Chorwaci (Charváti; bez sumnje Hrvati), Deczanie, Dulebowie (Duljebi), Lemuzowie (Lemuzi), Litomierzyce, Łuczanie (Lučané), Pszowianie,  Siedliczanie, Zliczanie (Zličania).

### Dinastija Přemyslovića – pojava Čeha
Propašću Velikomoravske kneževine češkom zemljom zavladala je dinastija Přemyslovića koja vlada od 9. stoljeća do 1306. Oko 880. princ Bořivoj utemeljuje Praški kastel, grade se crkve i 973. utemeljuje Praška biskupija. Češka napreduje u vremenu Přemyslovića, i kulturno i ekonomski i politički. Godine 1085 Vratislav II. postaje prvi češki kralj. Prag svom razvoju zahvaljuje položaju važnog raskršća nekoliko trgovačkih putova. Godine 1172. preko rijeke Vltave gradi se prvi kameni most  (Juditin most; Judith Bridge) na mjestu kojega je kasnije izgrađen Karlov most. Stari grad (Staré město) izgrađen je 1234. a Mali Grad (Malá Strana) 1257. godine. Tokom kraljevanja Přemysla Otakara II. sredinom 13. stoljeća, Češko kraljevstvo širi se osobito prema Mediteranu. Dinastija je izumrla smrću Vaclava III, 1306. godine. Přemyslovići su postavili temelje nastanku Češke i češkog naroda.

### Procvat - Karlo IV.
Dinastija Přemyslovića nestaje sa scene, a na češki tron zasjeo je Ivan Luksemburški koji je vladao od 1310. do 1346. Tokom tog perioda Češka se širi a Prag se razvija, utemeljuju se 1320. poznati Hradčany. Karlo IV je Ivanov sin i u njegovo doba Češka doživljava zlatno doba svoje povijesti. Karlo IV. bio je visoko-obrazovani čovjek, poliglot koji se služi s pet jezika, izvrstan diplomat i vrlo dobar kralj.  Utemeljitelj je Praga koji postaje kulturno središte središnje Europe i jedan od najprosperitetnijih gradova svog vremena. U zemlji službeni jezik postaje češki zajedno s njemačkim i latinskim. Položaj Bohemije je čvrst. Karlo IV nastavlja s gradnjom, među njima i veoma poznata Katedrala svetog Vida, na mjestu Juditinog mosta gradi se Karlov most. Karla IV prozvali su 'ocem češkog naroda'. Nakon njegove smrti na tronu je Vaclav IV. Čehe čekaju Husitski ratovi.

### Husiti
Petnaesto stoljeće obilježeno je sukobima protestanata i katolika. Na početku stoljeća, reformistički pokret počinje vodstvom svećenika Jana Husa, koji je počeo govoriti protiv korupcije u katoličkoj crkvi, zbog čega su ga 1415. spalili na lomači.
Ubojstvo Husa potaknulo je njegove sljedbenike na masovne proteste, njih danas poznajemo kao husite. 
Godine 1419. dolazi do poznate prve Praške defenestracije (manje poznata riječ, od lat. de + Fenestra = prozor; doslovno izbaciti kroz prozor) kada Husiti izbacuju kroz prozor gradske vijećnice sedmoricu vijećnika (  Arhivirana inačica izvorne stranice od 13. rujna 2005. (Wayback Machine)). Započinje vjerski rat od 1420. do 1434. Uništeni su mnogi povijesni artefakti i literatura. Na koncu konflikti završavaju. Husitski protestanti 1458. biraju novog kralja, Jurja Podjebradskog, Juraj se pokazao dobrim, vodi politiku mira i nastoji ujediniti cijelu Europu u jednu naciju mira. Poslije njegove smrti protestanti i katolici su živjeli u miru.

### Habsburgovci
Ferdinand I. Habsburški nasljeđuje na češkom tronu Ludovika II. Jagelovića, koji je poginuo u Mohačkoj bici 1526. godine. Ovime započinje nova etapa u životu Čeha i Češke. Habsburgovci su vladali sve do kraja Prvog svjetskog rata, odnosno 1918. Glavni grad postaje Beč, a Prag postaje rekreativno središte, rekonstruira se u renesansnom stilu i gradi Kraljevski vrt, 'Belvedere'.  Godine 1576. na prijestolju je Rudolf II. koji ponovno svu moć države seli u Prag. Ponovno nastupa zlatno češko doba. Rudolf je zainteresiran samo za umjetnost i znanost i ne troši mnogo svoga vremena na kraljevske dužnosti. Prag postaje centar znanosti i alkemije. Iz tog vremena potječe i legenda o Golemu (biće od gline koje štiti Židove od pogroma, vidi Kabala i Rabbi Loew),  posjećuju ga i znanstvenici Tycho Brahe i Johannes Kepler.
U vrijeme Rudolfovog nasljednika Matije dolazi do Druge defenestracije u Pragu (1618). Kroz prozor je ovaj puta bačeno nekoliko Matijinih guvernera, ali su pali na hrpu smeća i preživjeli. Protestanti kulminiraju bitkom na Bijeloj gori 1620. u kojoj su im Habsburgovci nanijeli težak poraz. Ipak ova bitka rezultira Tridesetogodišnjim ratom. 27 protestantskih vođa smaknuto je na Starom gradskom trgu u petom mjesecu 1621. godine. Sve religije, osim katoličke, stavljene su izvan zakona. Češki jezik i nacionalna samosvijest gušene su sljedećih stopedeset godina. Prag gubi na važnosti. Čehe čeka 'doba tame' ('doba temna'). Godine poboljšanja počinju tek dolaskom Marije Terezije koja je vladala od 1740. do 1780. Ona i njezin sin Josip II.  (1780. – 1790.) provode neke reforme, među kojima i smanjenje crkvene moći i protjerivanje (1773) Isusovaca iz zemlje i izdavanje 'Edikta tolerancije' 1781. godine, koje jamče politička i religiozna prava vjerskih manjina. Četiri nezavisna urbana područja Praga (Stari grad, Malá Strana, Hradčany i Novi grad) su ujedinjeni pod Josipom II. Godine 1787. grad posjećuje Wolfgang Amadeus Mozart, gost je Dušeka (Dušeki),  vodećih čeških glazbenika u njihovoj vili Bertramka (  Arhivirana inačica izvorne stranice od 30. ožujka 2005. (Wayback Machine)). Njegova opera Don Giovanni ima premijeru u Državnom kazalištu.

### Nacionalni preporod
Nacionalni pokret (národní obrození) započinje krajem 18. stoljeća, pokušava se u život opet povratiti češki jezik, kultura i nacionalni identitet. Ovome se osobito posvećuje Josef Jungmann. On nastoji uvesti češki jezik u škole, na drugoj strani povjesničar František Palacký piše 'Povijest Češkog naroda). Češki jezik vraća se u život novelisticom Božena Němcová, tu su i pjesnik Karel Hynek Mácha, politički kolumnist Karel Havlíček Borovský i drugi.  Prvi rječnik češkog jezika (Czech-German Dictionary) sastavio je Josef Jungmann izdan u pet tomova (svezaka) od 1834. do 1839. Otvaraju se češke institucije,; Nacionalno kazalište (1883) i Nacionalni muzej (1890). Industrija napreduje, grade se tvornice. Godine 1845. Otvorena je pruga između Beča i Praga. Rastuća industrija rezultira i porastom praške urbane populacije koja dolazi sa sela. Početak kraja habsburške dinastije je ubojstvo Franje Ferdinanda 1914. Na vrata Europe kuca Prvi svjetski rat.

### Prva republika
Nakon Prvog svjetskog rata raspala se Austro-Ugarska, a 28. listopada 1918. godine Česi i Slovaci se udružuju u zajedničku državu Čehoslovačku s glavnim gradom Pragom. Tomáš Masaryk postaje prvi predsjednik. Ovaj period između dva svjetska rata povjesničari nazivaju Prva republika. Čehoslovačka ima parlamentarnu demokraciju, ekonomija joj je među najjačima na svijetu. Sredinom 1930-tih Sudetski Nijemci u graničnom području Češke počinju tražiti autonomiju. U rujnu 1938. godine Njemačka, Velika Britanija, Francuska i Italija potpisuju Münchenski sporazum kojim se daje pravo okupacije graničnog područja Čehoslovačke Njemačkoj. Česi su ogorčeni, odlučuje se bez njih, gorko su upamtili frazu 'o nama, bez nas' (O nás bez nás). Dana 15. ožujka 1939. Čehoslovačku napada Hitlerova vojska. Granično područje je oteto, a ostatak zemlje okupiran. Ovo je naravno najviše štetilo samim Sudetskim Nijemcima, koji su kasnije izgubili domovinu i postali pleme bez zemlje. Njihova populacija utopila se u njemačkom društvu. Kraj Drugog svjetskog rata najavljuje ustanak u Pragu (5. svibnja 1945. godine) u koji nakon četiri dana ulazi Crvena armija. Zapadna područja Češke, uključujući Plzeň, oslobodila je američka vojska koju vodi legendarni general George Smith Patton.

### Komunistički režim
Ubrzo nakon Drugog svjetskog rata zemlja pada pod komunistički režim. Zemlja je pod nacionalizacijom. Oko dva milijuna Sudetskih Nijemaca je protjerano, imovina im je konfiscirana,  95% privatnog vlasništva u ruci je države. Provode se politička suđenja i i egzekucije. Ljudska prava su ugrožena, ekonomija pada. Sve ovo ići će na ruku Vaclava Havela.Godine 1989. dolazi do Baršunaste revolucije, izvedena je bez krvi, lustrirani su komunistički kadrovi.

### Česi danas
Sredinom 80-tih prošlog stoljeća u Rusiji je na vlasti Mihail Gorbačov koji uvodi perestrojku (perestroika), te su to posljednje godine komunizma u Čehoslovačkoj. Kasne 1980-te karakteriziraju javne demonstracije. Pad Berlinskog zida u studenom 1989. najavljuje i Baršunastu revoluciju, odnosno kraj komunizma.  Václav Havel, bivši disident, izabran je za predsjednika u siječnju 1990. godine. Nekoliko godina kasnije (1993.) Čehoslovačka se raspada. Dva naroda: Česi i Slovaci dobivaju svoje države. Uskoro 1999. godine Češka postaje član NATO-a, 2004. godine član je Europske unije.

## Život i običaji
Česi su tradicionalno seosko poljoprivredno stanovništvo u kojem se folklor imao veliku ulogu do pojave užurbane urbanizacije osobito u kasnom 19. stoljeću. Treba napomenuti da je možda i 70% austrougarske industrije bilo u 19. stoljeću smješteno u Češkoj. Češki narodni običaji ipak su se sačuvali u izoliranim, zabačenijim područjima zemlje. Svoj trag u razvitku kulture, napose seoskog života i razvoja sela, utjecali su i strani elementi koji su se naselili na ovim prostorima. Valašsko i Lašsko područje naseljavaju pripadnici vlaške i rumunjske etničke zajednice. Treba naglasiti da u kulturi ima i njemačkog i hrvatskog utjecaja.  Sve je ovo utjecalo na razvoj češkog sela. U brdskim područjima sela Čeha su rasipana, u nizinskim predjelima javlja se drugačiji tip sela. Ovdje se ono razvija uzduž jedne glavne ulice, i tek ponekom sporednom. Kuća se kroz dugu prošlost naravno modificira. 
U srednjoeuropskoj 'franačkoj' kući nalazimo sobu s peći i kuhinje s ognjištem, odnosno komore. Ovakvih dvosobnih ili trosobnih kuća moguće je bilo naći još do Drugog svjetskog rata. U nizu se još pod istim krovom nalaze i razni gospodarski prostori: smočnice, staje, komore i drugo. Osim zidanica kod njih se nađe i brvnara i katnice s trjemovima. U starijih seljačkih kuća značajka je 'pristrešak' povrh zabata i lijepo izveden, često puta osebujno oslikan. Ovo nalazimo osobito u južno-moravskim krajevima. Seljačkoj materijalnoj kulturi pripadaju predmeti vezani uz obradu zemlje, osobito do prodora tehnologije na selo. Tu nalazimo u brdskim predjelima predmete i oruđa rađenih od drveta, hák, drvena orača sprava, kod nas poznata kao ralo. Uz hák nalazimo i pluh (plug), također od drveta. Mlat za slamu također je prisutan, osobito u područjima gdje su se kuće naveliko pokrivale slamom. Stočarstvo je još jedna važna etnografska značajka, osobito u područjima naseljenim Lašima u Lašskom i Valašima u Valašskom, gdje opet, što je značajno Vlasima, nalazimo ovcu. Tu su osobite etnografske značajke uloge pastira i pastirskog života, pače i jačanje pastirskih elemenata kulture gdje su među starosjedioce utjecali vlaške pridošlice s ovcama. Seosko gospodarstvo Čeha poznaje i pčelarstvo gdje su se održale neke starine, to je košnica izdubena u kladi, oslikana plastično ili slikarijama. Individualnom rukotvorstvu pripada drvorezbarstvo, vezenje i tkanje.
Pripadnici hanačke grupe dijele se po boji hlača na Žute i Crvene. U srednjoeuropskoj 'franačkoj' kući nalazimo sobu s peći i kuhinje s ognjištem, odnosno komore. Ovakvih dvosobnih ili trosobnih kuća moguće je bilo naći još do Drugog svjetskog rata. U nizu se još pod istim krovom nalaze i razni gospodarski prostori: smočnice, staje, komore i drugo. Osim zidanica kod njih se nađe i brvnara i katnice s trjemovima. U starijih seljačkih kuća značajka je 'pristrešak' povrh zabata i lijepo izveden, često puta osebujno oslikan. Ovo nalazimo osobito u južno-moravskim krajevima. Seljačkoj materijalnoj kulturi pripadaju predmeti vezani uz obradu zemlje, osobito do prodora tehnologije na selo. Tu nalazimo u brdskim predjelima predmete i oruđa rađenih od drveta, hák, drvena orača sprava, kod nas poznata kao ralo. Uz hák nalazimo i pluh (plug), također od drveta. Mlat za slamu također je prisutan, osobito u područjima gdje su se kuće naveliko pokrivale slamom. Stočarstvo je još jedna važna etnografska značajka, osobito u područjima naseljenim Lašima u Lašskom i Valašima u Valašskom, gdje opet, što je značajno Vlasima, nalazimo ovcu. Tu su osobite etnografske značajke uloge pastira i pastirskog života, pače i jačanje pastirskih elemenata kulture gdje su među starosjedioce utjecali vlaške pridošlice s ovcama. Seosko gospodarstvo Čeha poznaje i pčelarstvo gdje su se održale neke starine, to je košnica izdubena u kladi, oslikana plastično ili slikarijama. Individualnom rukotvorstvu pripada drvorezbarstvo, vezenje i tkanje.
Česi i Moravci, koji su moguće njihov ogranak, imaju cijeli niz lokalnih etničkih grupa čija je značajka njihova narodna nošnja, po kojoj se lako mogu razlikovati. Svoje ruho Česi ljubomorno čuvaju, a i dan-danas nose prilikom osobitih prigoda. Njihova nošnja je raskošna i živopisna. Čak se i u pojeddinih etničkih grupa vide razlike u nošnji po kojima se različito i nazivaju. Tako kod diferenciranih Moravaca nalazimo na flegmatične i vesele Hanáke, koji se prema boji hlača dijele na Crvene i Žute.

## Vanjske poveznice
- Czech Culture, Czech Republic  Arhivirana inačica izvorne stranice od 16. prosinca 2005. (Wayback Machine)
- Czech History